# Deeveya bransoni
Deeveya bransoni är en kräftdjursart som beskrevs av Louis S. Kornicker och Palmer 1987. Deeveya bransoni ingår i släktet Deeveya och familjen Thaumatocyprididae. Inga underarter finns listade i Catalogue of Life.